# Ina Rahusen
Boudewina „Ina“ Rahusen (* 8. März 1895 in Nieuwer-Amstel (heute Amstelveen); † 9. Juli 1977 in Renkum, Gemeinde Renkum) war eine niederländische Illustratorin, Lithografin und Zeichnerin.

## Leben und Werk
Ina Rahusen besuchte ab 1915 die School voor Bouwkunde, Versierende Kunsten en Kunstambachten (Schule für Architektur, dekorative Kunst und Kunsthandwerk) in Haarlem bei Samuel Jessurun de Mesquita. Von 1930 bis 1934 studierte sie an der École des Beaux-Arts de Rennes. An der Koninklijke Academie van Beeldende Kunsten (Königliche Akademie der Bildenden Künste) in Den Haag belegte sie Kurse für Lithografie und studierte bei Dominicus de Ruiter, Frits Grabijn, Willem van Konijnenburg, Jan Toorop, Willy Keuchenius, Albert Roelofs und Chris Lebeau. Studien- und Malreisen führten sie nach Ägypten, Italien, Java, Norwegen, Tunis, China, 1930 auf den Balkan und 1934 nach Spanien.
Von 1935 bis 1942 lebte Ina Rahusen in der Gemeinde Veere im gleichnamigen Künstlerdorf an der niederländischen Küste. Sie fertigte dort hauptsächlich Lithografien. Zu ihrem Sujet zählten Porträt, Landschaft, Tiere und Pflanzen. Unter anderem schuf sie 1938 eine handkolorierte Aufsicht von Veere. Mit den Malerinnen Claire Bonebakker, Mies Callenfels-Carsten, Lucie van Dam van Isselt, Anneke van der Feer, Sárika Góth, Ada Lowith, Jemmy van Hoboken und Bas van der Veer gehörte sie zur Gruppe der Veerse Joffers. Von 1942 bis 1948 wohnte sie in Hattem, um von 1948 bis 1954 erneut nach Veere zurückzukehren. Ab 1954 lebte sie in Haarlem.
Rahusen entwarf Bucheinbände für die niederländischen Verlage Callenbach, Ploegsma und J.J. Til, darunter für die bekannten Bücher „L’intelligence du Bien“ (Die Weisheit des Guten) von Jeanne de Vietinghoff 1925 und „Den Berg op“ von Tony de Ridder 1928. Sie war Mitglied verschiedener Künstlervereinigungen: der „Vereeniging tot Bevordering der Grafische Kunsten 'De Grafische'“, der „Federatie van Verenigingen van Beroeps Beeldende Kunstenaars“ in Amsterdam und der „Genootschap van beeldende kunstenaars 'Kunst zij ons doel'“ in Haarlem.
Ina Rahusens Werk „Letter I“ aus dem Jahr 1953 befindet sich in der Sammlung der National Gallery of Art in Washington.

## Ausstellungen (Auswahl)
- 1965: Aquarel en Aquaforte. Museum De Lakenhal, Leiden
- 1952, 1955, 1957, 1959, 1960, 1962, 1963: Gruppenausstellung De Grafische - Vereniging tot Bevordering der Grafische Kunst Amsterdam, Stedelijk Museum, Amsterdam
- 1953, 1954: Gruppenausstellung De Grafische - Vereniging tot Bevordering der Grafische Kunst Amsterdam, Stedelijk Museum, Amsterdam
- 1950, 1951, 1953, 1954: Gruppenausstellung De Grafische - Vereniging tot Bevordering der Grafische Kunst Amsterdam, Stedelijk Museum, Museum Fodor, Amsterdam
- 1951: Britse en Nederlandse vrouwen exposeren. Museum Fodor, Amsterdam
- 1929: Haagsche kunstenaressen. Koninklijke Kunstzaal Kleykamp, Den Haag[2]